# Sturgis (Kentucky)
Sturgis – miasto w Stanach Zjednoczonych, w stanie Kentucky, w hrabstwie Union.